# Cepelinai

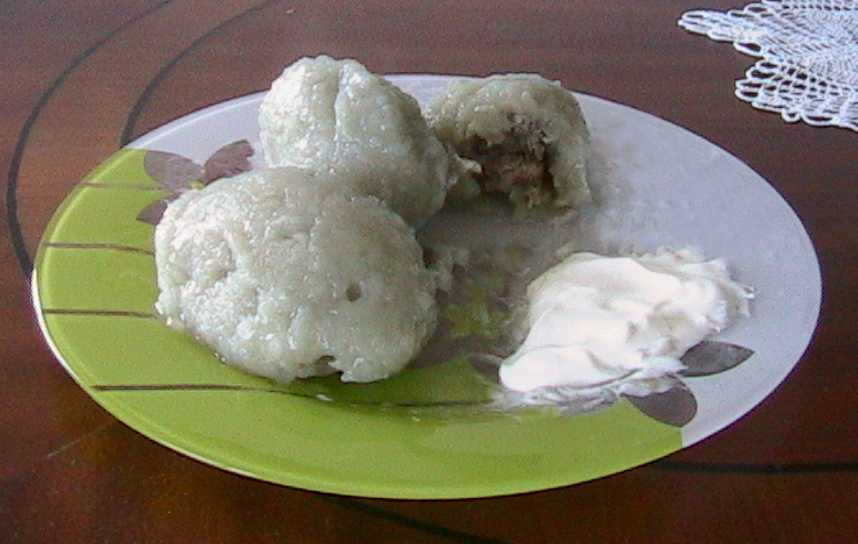
Cepelinai

Cepelinai (enkelvoud: cepelinas; officieel didžkukuliai) is een nationaal gerecht in Litouwen. Cepelinai zijn aardappelknoedels gevuld met gehakt, kaas(?) of groenten(?). De vorm van het gerecht heeft een overeenkomst met de vorm van een zeppelin.
Cepelinai worden gegeten met zure room (grietinė) en/of gebakken spekjes en uitjes of paddenstoelen.
Het gerecht is behoorlijk vet, daarom wordt er tegenwoordig voor buitenlandse gasten een "light" versie hiervan aangeboden.